# Solt
Solt je mesto na Madžarskem, ki upravno spada pod podregijo Kalocsai Županije Bács-Kiskun.